# Ratusz w Złotoryi
Ratusz w Złotoryi – klasycystyczny budynek wzniesiony w latach 1842–1852, remontowany w roku 1897 i w XX wieku.
Obecnie budynek jest siedzibą Urzędu Skarbowego. Mieści się tu także Centrum Monitoringu oraz restauracja.

## Historia
Pierwszy ratusz w Złotoryi został wzniesiony w roku 1526, budynek ten spłonął w 1613 roku, a następnie został odbudowany. W 1841 roku budowla zawaliła się i rok później rozpoczęto budowę nowej siedziby władz miasta, którą oddano do użytku w roku 1852. Ratusz był remontowany w roku 1897, oraz w XX wieku.

## Architektura
Ratusz jest to trójkondygnacyjna budowlą klasycystyczną o trzech skrzydłach, nakrytą dachami dwuspadowymi. Na fasadzie mieści się trzyosiowy portyk zwieńczony tympanonem, z wejściem do ratusza. W tympanonie umieszczony jest herb miasta. Okna pierwszego i drugiego piętra są w kamiennych opaskach, a na dachu jest świetlik.

Przed ratuszem znajduje się barokowa Fontanna Delfina zbudowana w roku 1604 z inicjatywy ówczesnego burmistrza Johanna Feigego. Początkowo pełniła ona rolę miejskiej studni.

## Galeria

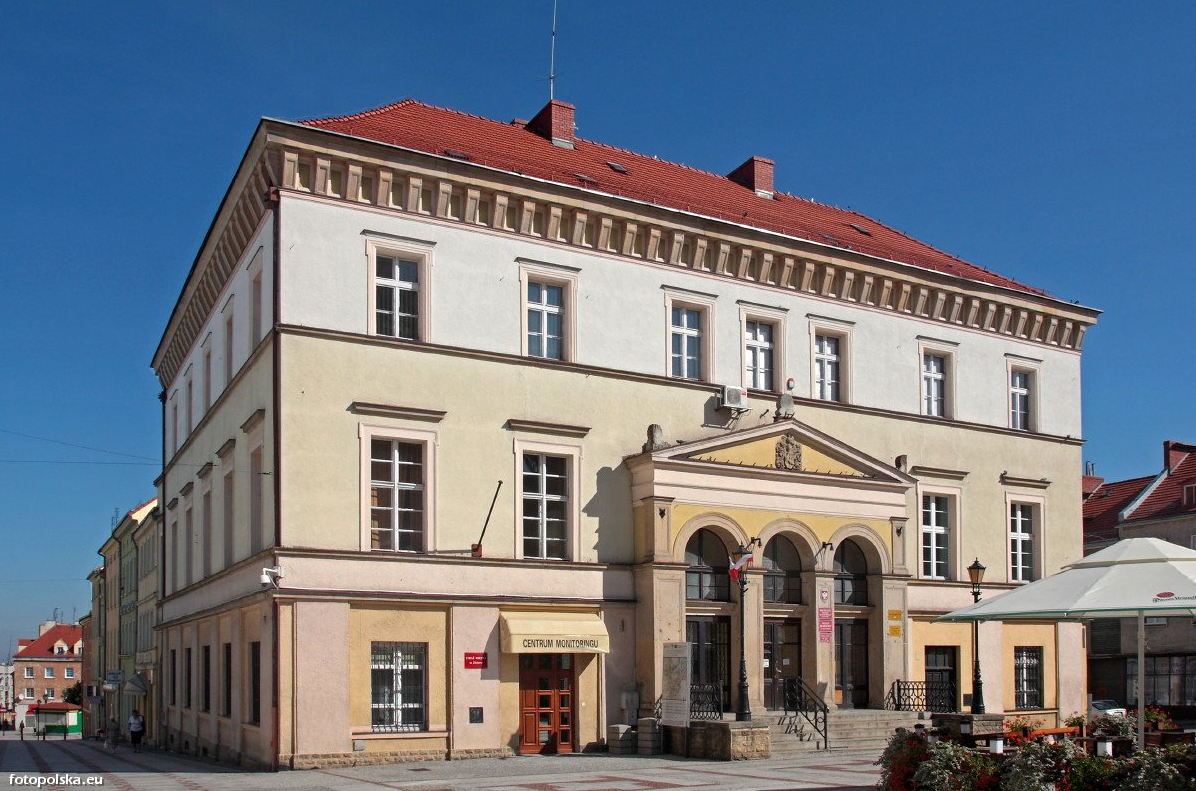
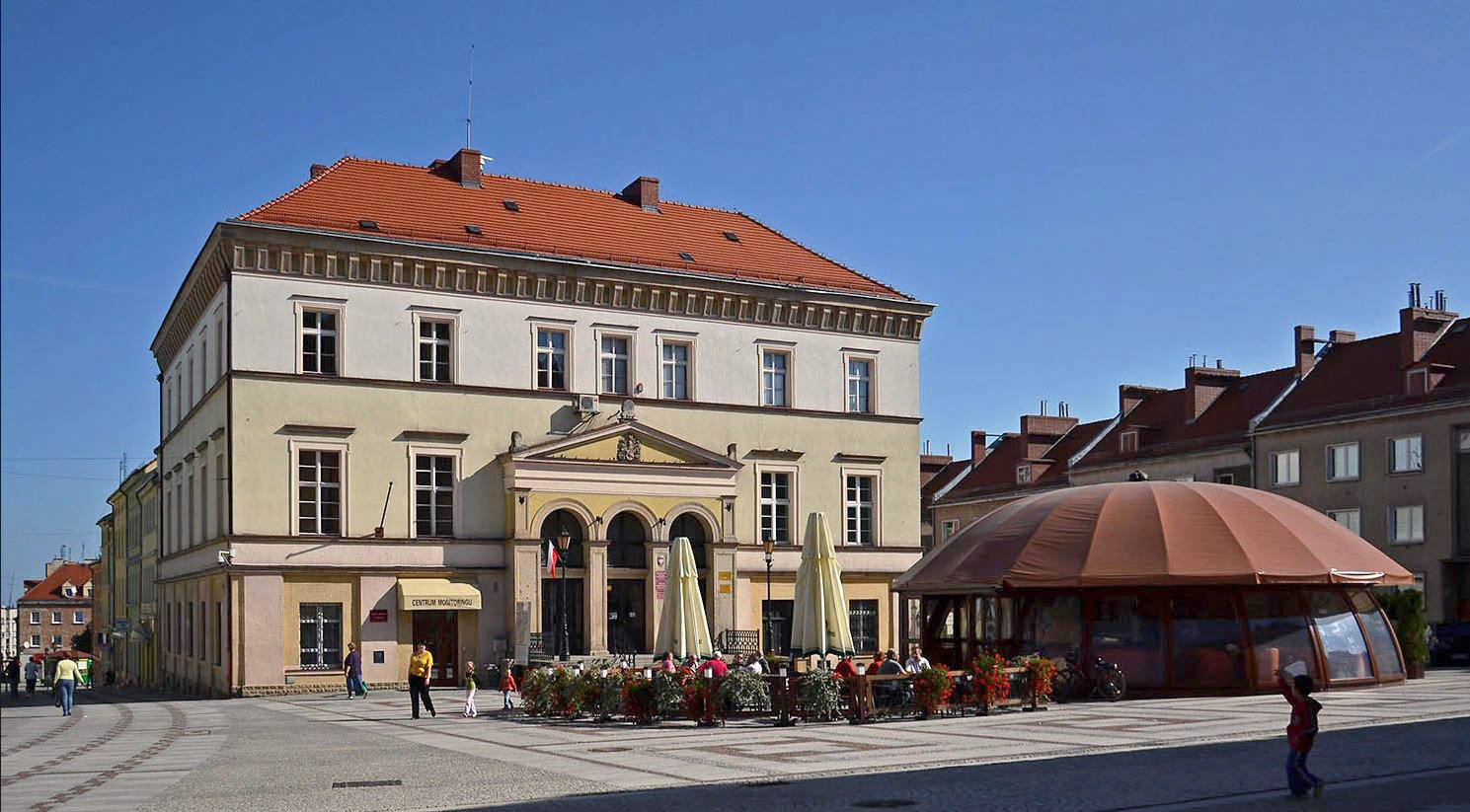
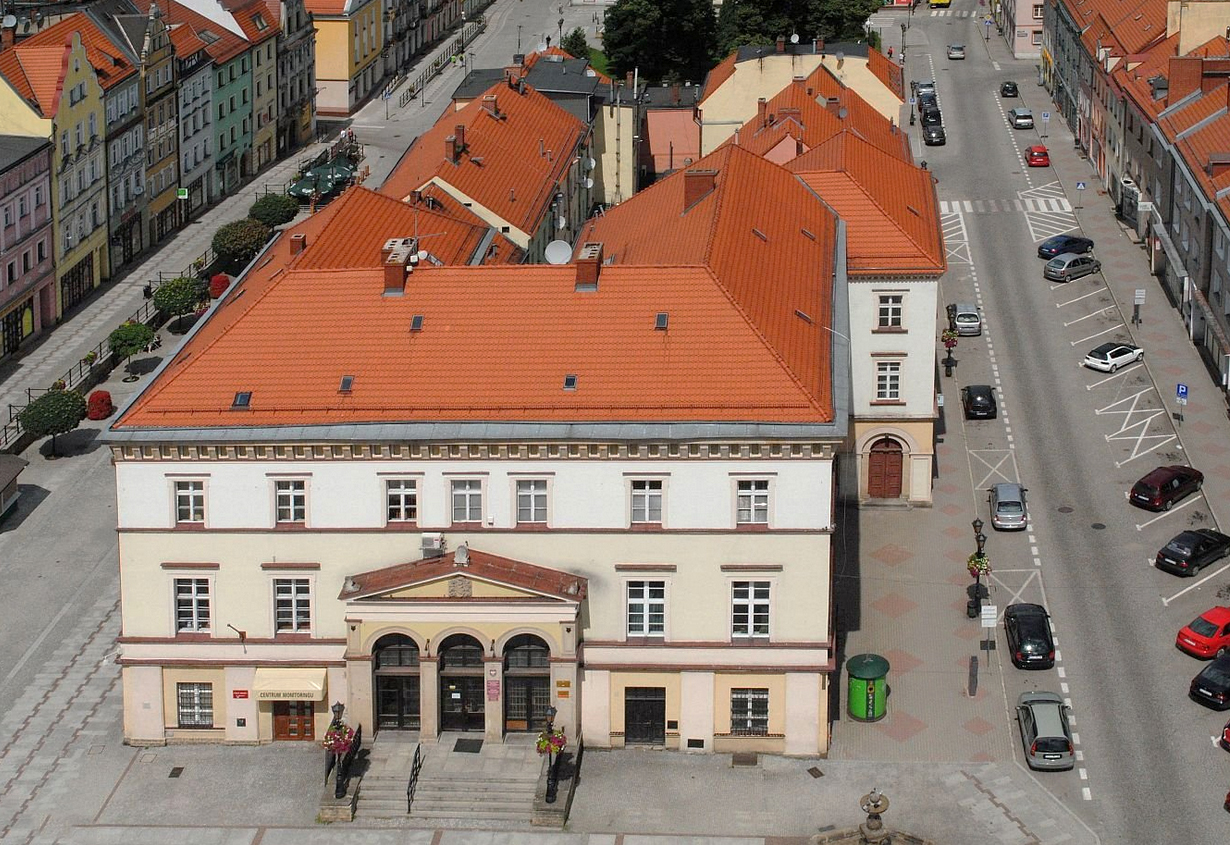
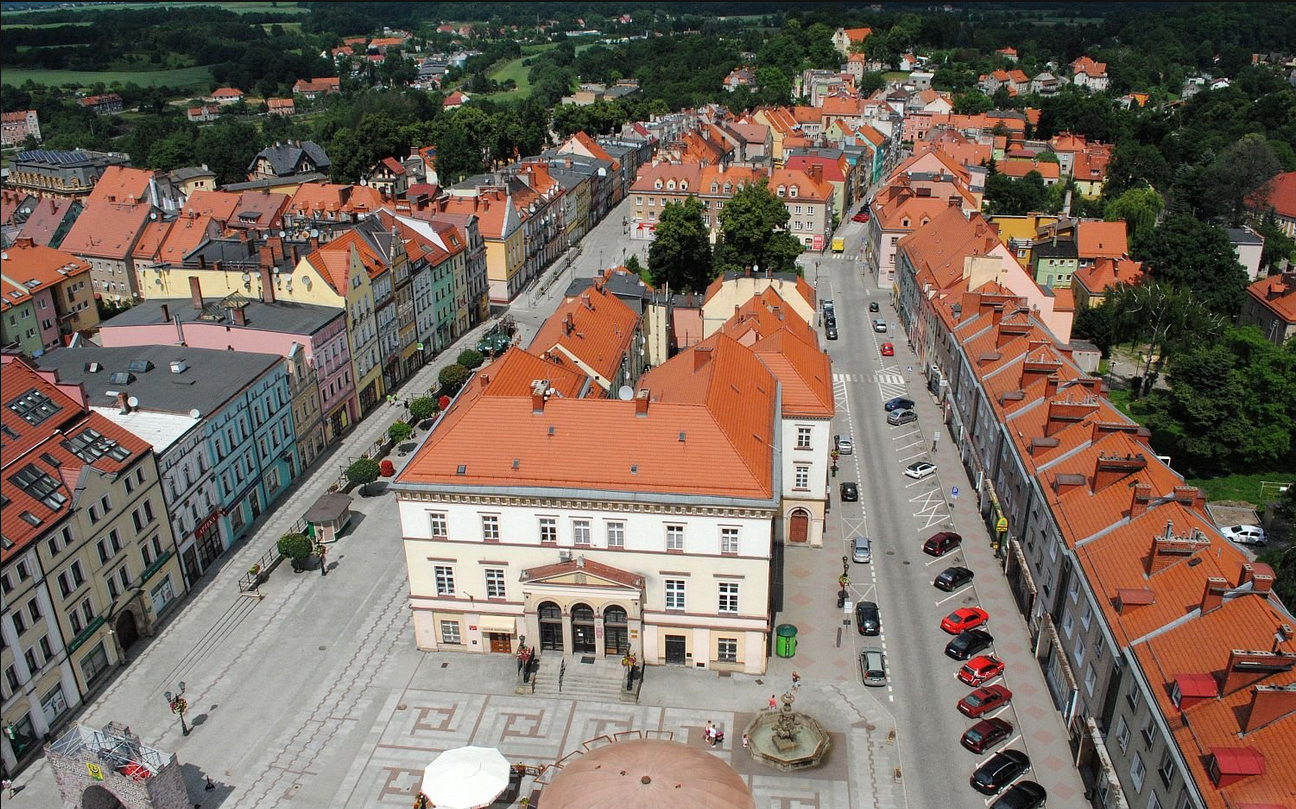